# Voltwechsel
Voltwechsel ist eine österreichische Rockband aus Graz, die 2021 gegründet wurde. Die Band verbindet Elemente aus Alternative Rock und Alternative Metal.
Der Bandname Voltwechsel ist an eine gleichnamige Elektro-Attacke aus dem Videospiel-Franchise Pokémon angelehnt.

## Bandgeschichte
Voltwechsel wurde 2021 in Graz gegründet. Aktuell besteht die Band aus Nino Markgraf (Schlagzeug), Gernot Neumann (E-Bass) und Patrick Schmidleithner (Gitarre, Gesang). Gründungsmitglied Heinz Schwarzäugl war bis Juni 2024 als Leadgitarrist Teil der Band, schied jedoch aus persönlichen Gründen aus.
Die erste Single Geboren um zu sein wurde 2022 vom österreichischen Radiosender 88.6 als Rot-Weiß-Rocksong der Woche ausgezeichnet und in das reguläre Radioprogramm aufgenommen. Im dazugehörigen Musikvideo wirkte der Schauspieler Christoph Schlagenhaufen mit. Zwei weitere Musikvideos der Band wurden später vom steirischen Fernsehsender Kanal 3 als Musiktipp vorgestellt.
Im März und April 2023 tourte die Gruppe durch acht Städte in Deutschland. Kurz vor Tourneebeginn, am 24. März 2023, erschien das Debütalbum Frei und doch gefangen.
Im Frühjahr 2024 wurde Voltwechsel aus mehreren tausend Einsendungen zum Headliner der „88.6 Rot-Weiß-Rock Stage“ gewählt und gewann neben dem „Glaub an dich“-Award der Erste Bank und Sparkasse auch einen Slot auf dem Donauinselfest 2025, wo die Gruppe die Bühne mit All Faces Down und Beast in Black teilte. Im Herbst 2024 spielte die Gruppe drei Konzerte im Vereinigten Königreich.
Es folgte am 18. April 2025 das zweite Studioalbum Freakshow, das vollständig durch Crowdfunding finanziert wurde. Eine Woche nach der Herausgabe des Albums startete die Gruppe ihre zweite Deutschland-Tournee.
Die Albumveröffentlichung wurde unter anderem im Rahmen eines Podcasts bei Radio 88.6 am 16. April 2025 begleitet.

## Stil
Beschrieben wird die Musik von Voltwechsel als eine Mischung aus Grunge, Alternative Rock und Metal. Aufgrund der deutschsprachigen Liedtexte kann die Gruppe auch dem Deutschrock zugeordnet werden. Musikalisch werden der Gruppe Einflüsse von Nirvana, Green Day, Seether, Alter Bridge und den Smashing Pumpkins zugeschrieben. Weiterhin wurden musikalische Schnittmengen zu den Böhsen Onkelz, Dimple Minds, den Ärzten, den Toten Hosen, Märzfeld und Kärbholz ausgemacht. Zudem wurde die Musik der Gruppe als „härtere Version von City und Karat“ bezeichnet.
Den Liedtexten wird eine intelligente, fast philosophische Art zugeschrieben. Diese befassen sich mit dem Leben und der menschlichen Psyche. Weitere Themen, die die Gruppe in ihren Texten verarbeitet sind Freiheit und Gefangenschaft sowie der Wunsch nach Veränderung. In einer Besprechung für Metalunderground.at attestiert der Rezensent den Texten eine Tiefgründigkeit, die zum Nachdenken anregen. Die Lieder seien „mal tanzbar, mal melancholisch aber immer auf den Punkt gebracht.“
Alexandra D., die das Debütalbum Frei und doch gefangen für das Online-Metalmagazin Time for Metal rezensierte, zeigte sich indes weniger euphorisch. Sie kritisierte, dass die Lieder aufgrund von sich stetig wiederholender Elemente schnell langweilig wirken. In ihrem Fazit resümierte sie, dass das Debütalbum nicht durchweg schlecht sei und zwei starke Tracks aufweise, sie aber im Allgemeinen „einfach mehr Power“ gewünscht hätte.
Thorsten Roggenbuck von Crossfire-Metal.de schrieb, dass der Gesang wie eine Reinkarnation von Kurt Cobain wirke.

## Diskografie

### Studioalben
- 24. März 2023: Frei und doch gefangen (Glory and Fame, Nauntown Music)
- 18. April 2025: Freakshow (Eigenverlag)

### Singles
- 14. Januar 2022: Geboren um zu sein
- 11. März 2022: Schrei
- 22. Mai 2022: Held meiner Zeit
- 19. August 2022: Wir sind eins
- 12. September 2022: Mein altes Ich
- 6. Februar 2023: Schrei (unplugged)
- 3. März 2023: Fiktion oder real
- 17. November 2023: Merkt ihr nicht!?
- 5. Januar 2024: Mutter
- 1. März 2024: Wahrheit
- 26. April 2024: Mitten im Sturm
- 22. November 2024: Fluss der Zeit
- 7. Februar 2025: Freakshow
- 4. April 2025: Herz